# Anta da Foz do Rio Frio
A Anta da Foz do Rio Frio, ou Anta da Casa dos Mouros e Casa dos Mouros, é uma anta situada no cimo da colina com vista sobre o rio Tejo, perto da foz do seu afluente rio Frio, na freguesia de Ortiga, no Município de Mação.
Com corredor orientado a nascente, apresenta bom estado de conservação das suas estruturas verticais, bem como do revestimento do chão, apesar das lajes de cobertura terem desaparecido.
Está classificada como Imóvel de Interesse Municipal desde 1977.